# Etzin
Etzin ist ein Ortsteil der Stadt Ketzin/Havel im Landkreis Havelland in Brandenburg.

## Geographie
Der Ort liegt fünf Kilometer nördlich von Ketzin/Havel und zehn Kilometer südlich von Nauen. Die Nachbarorte sind Röthehof und Neugarten im Norden, Am Weiler, Wustermark und Hoppenrade im Nordosten, Hoppenrade Ausbau und Buchow-Karpzow im Osten, Falkenrehde und Neu Falkenrehde im Südosten, Vorketzin im Süden, Fernewerder im Südwesten sowie Tremmen im Nordwesten.

## Verkehr
Der Haltepunkt Etzin liegt an der Bahnstrecke Nauen–Ketzin, auf der der Personenverkehr 1963 eingestellt wurde. Es verkehren lediglich Güterzüge.
Nächster Bahnhaltepunkt ist Marquardt an der Bahnstrecke Jüterbog–Nauen (Bestandteil des Berliner Außenrings), der von der Linie RB 21 (Wustermark–Potsdam Hauptbahnhof) bedient wird.